# The Big Love
The Big Love, es una biografía no-ficcional escandalosa de una supuesta relación amorosa entre el actor Errol Flynn y la actriz de 15 años en ese entonces Beverly Aadland, según dicho por su madre, Florence Aadland.
La edición original de 1961fue publicada por Lancer Books. Una Edición de Warner Boos fue lanzada en 1986. Esta edición contiene un epílogo por Thomey, comentando en la vida y muerte de Florence Aadland, y su encarcelamiento.
Actualmente, el libro está fuera de impresión.
El libro fue comentado por William Styron, una reedición que aparece en This Quiet Dust y Other Writings.

## Adaptación a teatro
En 1991, la actriz-comediante Tracey Ullman interpretó el papel de Florence Aadland en un show basado en el libro.